# Entretien du patrimoine bâti
 (mai 2025).
L'entretien du patrimoine bâti consiste en une intervention limitée à la maintenance d'un ouvrage. « Les architectes (...) ne doivent jamais perdre de vue que le but de leurs efforts est la conservation de ces édifices, et que le moyen d’atteindre ce but est l’attention apportée à leur entretien. Quelque habile que soit la restauration d’un édifice, c’est toujours une nécessité fâcheuse ; un entretien intelligent doit toujours la prévenir ». 
En France, le Code civil fournit une définition assez précise de ces notions d'« entretien » et de « grosses réparations » sur le patrimoine bâti en général, la loi du 31 décembre 1913 fixant les conditions d’exécution des travaux sur les immeubles protégés au titre des monuments historiques.

## Définition
La nature des interventions 
Les opérations de conservation s’exercent sur les matériaux constitutifs eux-mêmes pour en prévenir les risques de détérioration. Les interventions de restauration tendent à améliorer la lisibilité des œuvres en atténuant les méfaits des altérations, tout en respectant leur intégrité.
- L’article 606 du Code civil précise que : « Les grosses réparations sont celles des gros murs et des voûtes, le rétablissement des poutres et couvertures entières. Celui des digues et des murs de soutènement et de clôture aussi en entier. Toutes les autres réparations sont d’entretien ».
- Quelques éléments de jurisprudence : Les souches de cheminée font partie des gros murs qu’elles prolongent au-dessus des combles (Civ. 1re, 15-3-1961 : Bull. I, n°166, p. 132). Doit être assimilée à une grosse réparation le renouvellement intégral des zingueries d’une toiture (Civ. 1re, 2-2-1955 : Bull. I, n.55, p. 52). Les réparations à opérer sur un gros mur sont de grosses réparations dès lors que les lézardes qui se sont produites compromettent l’aplomb du mur (Req. 19 juillet 1911 : D.P. 1913, 1, 392), mais le simple ravalement est une réparation d’entretien dont la charge incombe à l’usufruitier (Civile 1re, 21 mars 1962 : J.C.P. 63, II, 13272, note H.G.). L’article 606 énumère limitativement les grosses réparations (Civ. 3e, 25 octobre 1983 : Bull. III, n. 194, p. 149). L’usufruitier n’est pas tenu de faire exécuter les enduits de protection qui n’existaient pas au moment de la constitution de l’usufruit (Civ. 3e, 5-3-1986 : D. 1987, Somm. 17, obs. Robert). De plus, on peut utilement se référer aux articles 1719 et 1720 du même Code régissant les droits et les devoirs des locataires et propriétaires.

## L’entretien du patrimoine pour le patrimoine protégé au titre des monuments historiques
- La définition du strict entretien.

Les circulaires des 6 mars 1984 de la Direction du patrimoine et 3 mai 1995 du Centre des monuments nationaux, donnent une définition pratique : « L’entretien correspond à l’action préventive ou curative qui, par des moyens réduits, empêche l’apparition d’un désordre, le supprime ou en arrête l’extension. De ce fait l’entretien ne devrait pas poser de problème archéologique sinon fortuit, mais il peut soulever des problèmes d’aspect. Il n’existe pas de seuils financiers des opérations d’entretien. Quelle que soit la diversité des cas d’intervention, il est nécessaire de poser un certain nombre de principes ». Les propriétaires, affectataires ou gestionnaires ont le devoir de veiller au bon état du monument. L’entretien définit l’ensemble des opérations qui ne nécessitent aucune autorisation administrative au titre de la loi du 31 décembre 1913 ou de la loi du 2 mai 1930. Cette action, préventive, consiste notamment en balayage, nettoyage des chéneaux et fossés, émoussage, dégorgements, etc. Dans certains cas, il est souhaitable qu’ils prennent l’attache de l’ABF pour recueillir son avis technique (nature des produits utilisés…). Les réparations, réparations, restaurations et modifications, elles, nécessitent, une autorisation administrative pour les édifices ou les jardins classés ou une déclaration de travaux pour les immeubles inscrits au titre de la loi du 31 décembre 1913 ou de la loi du 2 mai 1930. Elles comprennent l’ensemble des opérations qui sont de nature à affecter l’aspect et la conservation du monument. Ces opérations incluent notamment toutes opérations de peinture, ravalement, coupe et abattage d’arbres, déboisements, défrichements, remplacement d’huisseries, de vitraux, etc.
- Les procédures d'instruction des demandes d'autorisations de travaux selon la nature des interventions

Concernant les monuments historiques, l’État a certes le devoir d’entretenir en bon père de famille les immeubles dont il est propriétaire, mais il lui appartient aussi d’exercer une surveillance attentive sur les monuments intéressants que le hasard des transmissions successives a fait échouer aux mains de particuliers ou de collectivités (exposé des motifs de la loi de 1913). 
- Au titre de la législation sur les monuments historiques, la demande d’autorisation de travaux doit être adressée au Directeur régional des affaires culturelles (DRAC), le Préfet de région statue ensuite sur la demande. Dans les cas particuliers (environ 5 %), la Commission supérieure des monuments historiques est saisie et après son avis, le ministre de la Culture statue sur la demande.
- Au titre de la réglementation de l’urbanisme, les travaux de restauration et d’entretien des immeubles classés sont exemptés du permis de construire. Ils sont cependant soumis à une déclaration en mairie, en vue de la vérification de leur conformité avec les règles d’urbanisme. Le maire de la commune concernée dispose d’un délai de deux mois pour signifier son opposition au projet. Le décret (objet d’un recours au Conseil d’État) n° 96-541 du 14 juin 1996 (JO du 19, circulaire d’application du 30 mai 1997) actualise la liste indicative des travaux soumis à autorisation donnée par le décret de 1924 et énumère les pièces constitutives de tout dossier de demande d’autorisation de travaux sur un immeuble classé ou de déclaration sur un immeuble inscrit.
- « Sont notamment compris parmi les travaux soumis à l’autorisation prévue aux articles 9 et 12 de la loi du 31 décembre 1913 sur les monuments historiques les affouillements dans un terrain classé, le déboisement, le défrichage, le dessouchage, l’exécution de peintures murales, de badigeons, de vitraux ou de sculptures, la restauration de peintures et vitraux anciens, les travaux qui ont pour objet ou pour effet de mettre hors d’eau, consolider, aménager, mettre en valeur, dégager, agrandir, isoler ou protéger un immeuble classé, les travaux d’équipement de quelque nature que ce soit qui sont susceptibles soit de modifier une partie quelconque de l’immeuble, soit d’en compromettre la conservation, et, généralement, les travaux et ouvrages visés aux articles L. 421-1 et L. 422-2 du Code de l’urbanisme. La demande est accompagnée du programme d’opération décrivant et justifiant les travaux projetés, et du projet architectural et technique ou de l’avant projet définitif, qui doit notamment comprendre les éléments suivants : un rapport de présentation, un descriptif quantitatif détaillé, l’ensemble des documents graphiques et photographiques nécessaires à la compréhension des travaux à réaliser. Lorsque la demande d’autorisation est présentée en application de l’article 12 de la loi du 31 décembre 1913 précitée, le dossier de la demande comprend en outre tous les documents permettant d’apprécier l’impact architectural et technique des travaux sur le monument ». « Ces dispositions doivent être appliquées avec le plus grand discernement et ne sauraient remettre en cause les usages du service en matière d’entretien courant et de travaux d’urgence sur les immeubles ou les parcs et jardins protégés ». 	La circulaire d’application du 30 mai 1997 fixant les modalités d’application du décret n°96-581 du 14 juin 1996 (JO du 19 juin 1996) du ministre chargé de la Culture précise : « Le degré de précision demandé devra être proportionné à l’importance des travaux envisagés. Lorsque la demande concerne une intervention mineure n’ayant pas d’incidence sur les caractéristiques de l’immeuble, sa conservation, son authenticité ou son apparence, un dossier extrêmement allégé pourra être présenté. Ainsi, des travaux d’entretien ou des réparations mineures pourront n’être exposés que par une simple couverture photographique annexée à une note explicative et à un plan de repérage ou par le devis descriptif détaillé qui permettra de mesurer l’ampleur des travaux envisagés ».

Les propriétaires, affectataires ou gestionnaires ont donc la responsabilité de la sécurité et de la bonne conservation du monument, le classement d’un immeuble n’appartenant pas à l’État n’impliquant pas nécessairement la participation du ministère de la Culture aux travaux de restauration, de réparation ou d’entretien (article 11 du décret du 18 mars 1924, JO du 29).